# 添發慶豐
添發慶豐(集團)有限公司，簡稱添發慶豐(集團)，以及添發慶豐（英語：TEM FAT HING FUNG (HOLDINGS) LIMITED，港交所除牌時0661.HK（普通股），以及0421.HK（普通股）），在1970年由前創辦人陳發柱兄弟創立。
當時經營香港生產金屬產品業務，曾過往經營地產和互聯網業務，但由於效益完全不明顯，再加上由於牽涉干犯罪行。於是在2004年10月18日，更名中國資源開發集團有限公司（中國大冶有色金屬礦業有限公司前身）前，已先後出售全部業務，並把煤炭礦業，以及買賣有色金屬等注入。

## 連結
- HK661.com （页面存档备份，存于）